# Białomosze
Białomosze (biał. Беламошша; ros. Беломошье) – wieś na Białorusi, w obwodzie mińskim, w rejonie stołpeckim, w sielsowiecie Derewno.

## Historia
W dwudziestoleciu międzywojennym leżały w Polsce, w województwie nowogródzkim, w powiecie stołpeckim, w gminie Derewno. W 1921 miejscowość liczyła 177 mieszkańców, zamieszkałych w 33 budynkach, wyłącznie Polaków. 169 mieszkańców było wyznania rzymskokatolickiego i 8 mojżeszowego.
W czasie II wojny światowej 5 mieszkańców Białomosz dołączyło do Zgrupowania Stołpeckiego Armii Krajowej.
Po II wojnie światowej w granicach Związku Radzieckiego. Od 1991 w niepodległej Białorusi.